# Biblioteca de Asturias Ramón Pérez de Ayala
La Biblioteca Pública de l'Estat és a la ciutat d'Oviedo, a la comunitat autònoma d'Astúries (Espanya). Data del segle xvii, és obra de José Ramón Álvarez García i ha comptat amb diverses remodelacions fins a la seva última reforma, el 2007. Des de la seva inauguració el 1987, la Biblioteca d'Astúries té la seu a la plaça Daoíz y Velarde, a la ciutat asturiana d'Oviedo. L'edifici actual és l'antiga Casa de Comedias del Fontán, un edifici del segle xvii, contigu al Palau del Marquès de San Feliz, de la qual només es conservava la façana principal -en la qual va romandre l'escut reial al centre i la Creu dels Àngels a l'esquerra-, ja que, com que ja s'havia construït el Teatro Campoamor, l'Ajuntament va acordar el seu enderrocament el 1901. El projecte del nou edifici és obra de l'arquitecte José Ramón Álvarez García, i la construcció es va iniciar l'agost del 1985 i va finalitzar el setembre del 1987. Els últims mesos del 2007 es van realitzar obres a l'interior de l'edifici per reorganitzar la distribució de sales.
La Casa de Comedias, també anomenada Teatre del Fontán, es va construir poc després del 1666, ja que aquest any l'ajuntament va treure a subhasta les obres que incloïen llotges pel cabildo i les autoritats, i va adjudicar les obres a l'arquitecte Ignacio de Cagigal. El 1799 va sofrir una remodelació de tal forma que va quedar la zona del públic en forma semicircular i, el 1849, una altra que el va convertir en un teatre o coliseu per a unes 600 persones.
Va ser a l'època de la Il·lustració quan es comencen a intercanviar idees a l'efecte de crear una biblioteca asturiana. No obstant això, fins que Somoza va fer una donació a la Universitat d'Oviedo dels llibres de la seva biblioteca “asturianista”, començat ja el segle xx, no es pot parlar pròpiament d'una biblioteca pública si no es té en compte l'hemeroteca reunida a la Universitat des de mitjan segle xix. Aquestes dues biblioteques van desaparèixer com a conseqüència dels fets de la Revolució d'Astúries el 1934. Més endavant, entrats ja en els anys 40, s'inicia la formació de la Biblioteca d'Estudis Asturians (IDEA).
La Biblioteca Pública de l'Estat d'Oviedo (avui part de la Biblioteca de Asturias "Ramón Pérez de Ayala") va començar la seva marxa el 1942, quan es va instal·lar en una dependència de l'Institut Femení d'Ensenyament Mitjà com una biblioteca més de les dependents del Centre Coordinador. Al principi, va complir el doble paper de biblioteca d'aquest institut i de biblioteca pública. El 1947 passà a ocupar un local al carrer San Vicente, afavorit per la Direcció General d'Arxius i Biblioteques i la Diputació Provincial. No obstant això, aviat es va veure que les noves instal·lacions eren insuficients i que, per tant, requeria el volum del fons, per la qual cosa, ja convertida en Biblioteca Pública Provincial dependent del Ministeri d'Educació, es va iniciar l'adaptació del Palau de Toreno, i es va traslladar allí el febrer del 1958, juntament amb el Centre Coordinador de Biblioteques i l'Arxiu Històric Provincial. En aquest any, la Biblioteca no superava els 15.000 volums.
Amb el pas del temps, el palau de Toreno també es queda petit i el Ministeri de Cultura construeix l'actual edifici que s'inaugura el novembre del 1987. Uns mesos abans, el Principat d'Astúries havia creat la Biblioteca de Asturias "Ramón Pérez de Ayala", en la qual s'integra la Biblioteca Pública Estatal amb nivell orgànic de Secció.